# Józef Trzebiński

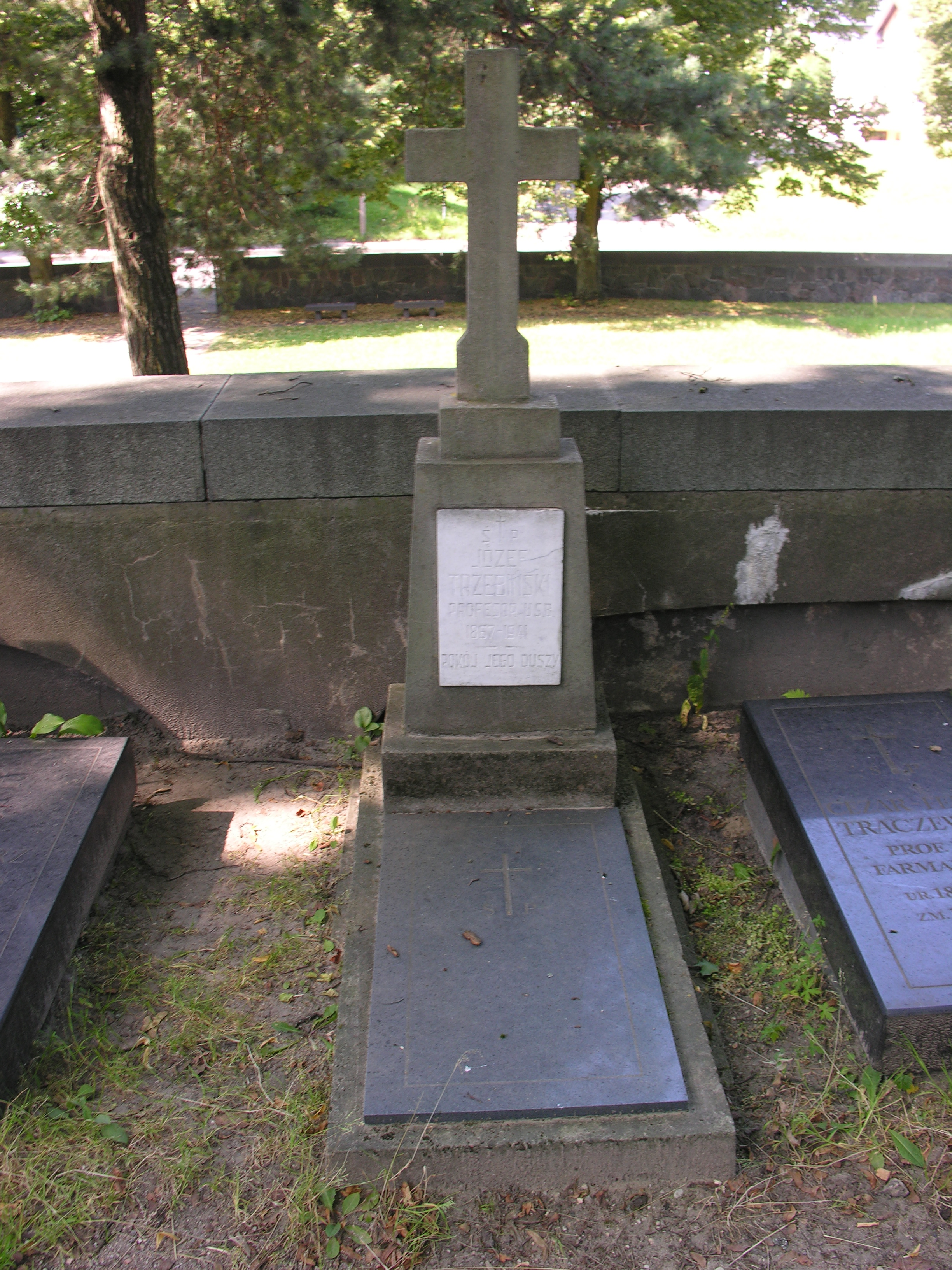
Grób Józefa Trzebińskiego na wileńskim cmentarzu Na Rossie

Józef Trzebiński (ur. 1 marca 1867 w Kozubach Wielkich k. Turku, zm. 30 sierpnia 1941 w Wilnie) – botanik, fitopatolog.

## Życiorys
Syn Mikołaja (zm. 1879), zubożałego ziemianina, i Teofili z Kruszyńskich (zm. 1891), brat Mariana (1871–1942), malarza i Emilii Komarnickiej (1879–1947). W 1888 ukończył gimnazjum filologiczne (od III klasy) w Siedlcach. W latach 1888–1890 studiował na Wydziale Medycznym Cesarskiego Uniwersytetu Warszawskiego, w latach 1890–1894 na oddziale przyrodniczym Wydziału Fizyko-Matematycznego Cesarskiego Uniwersytetu Warszawskiego. W 1894 zdał egzamin na stopień kandydata nauk, w kwietniu 1897 uzyskał stopień kandydata nauk przyrodniczych na Cesarskim Uniwersytecie Warszawskim. W latach 1900–1904 był asystentem przy katedrze anatomii i fizjologii roślin u prof. Edwarda Janczewskiego na Uniwersytecie Jagiellońskim, w latach 1904–1912 – kierownikiem Działu Mykologicznego Stacji Entomologicznej Wszechrosyjskiego Związku Cukrowników w Śmile na Ukrainie, pracował nad chorobami buraka cukrowego i innych roślin uprawnych, w 1912–1916 w Stacji Ochrony Roślin przy Towarzystwie Ogrodniczym Warszawskim, w latach 1916–1918 był inspektorem Ogrodu Botanicznego Uniwersytetu Warszawskiego. W latach 1914–1918 wykładał botanikę na Wydziale Przyrodniczym Towarzystwa Kursów Naukowych w Warszawie.
Od 1916 członek TNW, a od 1930 członek korespondent Polskiej Akademii Umiejętności; od 1901 współpracownik (od 1930 członek) Komisji Fizjograficznej PAU; w latach 1918–1924 wykładowca SGGW i Uniwersytetu Warszawskiego oraz kierownik wydziału ochrony roślin Państwowego Instytutu Naukowego Gospodarstwa Wiejskiego w Puławach. W latach 1924–1937 profesor Uniwersytetu Stefana Batorego w Wilnie. Jako emerytowany profesor USB został mianowany profesorem honorowym na Wydziale Matematyczno-Przyrodniczym USB z dniem 27 września 1938. 30 kwietnia 1937 – doctor
honoris causa Szkoły Głównej Gospodarstwa Wiejskiego w Warszawie.
Uważany za twórcę nowoczesnej fitopatologii polskiej i najwybitniejszego ówczesnego polskiego znawcę grzybów pasożytniczych. Tworzył prace z zakresu fitopatologii, mykologii, fizjologii roślin i florystyki, podręczniki, m.in. Choroby roślin uprawnych... (1912), Choroby roślin (1930). W 1915 otrzymał srebrny medal Krakowskiego Towarzystwa Ogrodniczego za pracę Chwasty okolic Śmiły.
Był dwukrotnie żonaty. Od 1901 z Anną z d. Okulicz (zm. 1907), z którą miał córki: Helenę Bodzińską (1905–1982) i Annę Trzebińska-Wróblewska (ur. 1907), następnie z Heleną z d. Brazajtis, z którą miał syna Tadeusza (1914–1998).
Pochowany w alei profesorskiej na Starej Rossie na cmentarzu Na Rossie w Wilnie.

## Ordery i odznaczenia
- Krzyż Komandorski Orderu Odrodzenia Polski (11 listopada 1936)[4]
- Złota Odznaka Stacji Ochrony Roślin w Krakowie (1937)